# Насау (окръг, Ню Йорк)
Вижте пояснителната страница за други значения на Насау.
Окръг Насау (на английски: Nassau County) е окръг в щата Ню Йорк, Съединени американски щати. Площта му е 1173 km², а населението - 1 369 514 души (2017). Административен център е село Миниола.